# سیسیلیا هیس
سیسیلیا هیس (انگلیسی: Cecilia Heyes؛ زادهٔ ۶ مارس ۱۹۶۰) دانشمند در زمینه روان‌شناسی است.
وی همچنین برندهٔ جوایزی همچون عضو آکادمی بریتانیا شده‌است.